# Ronaldo Prieto
Ronaldo De Jesús Prieto Ramírez, noto semplicemente come Ronaldo Prieto (Santiago Tuxtla, 3 marzo 1997), è un calciatore messicano, centrocampista del Santos Laguna.

## Carriera
Dopo gli inizi nelle serie inferiori del campionato messicano, nel 2016 viene acquistato dal Veracruz che per la stagione 2017-2018 lo lascia in prestito all'Albinegros de Orizaba; confermato in rosa in vista della stagione 2018-2019, debutta fra i professionisti il 21 luglio giocando il match di Liga MX perso 2-0 contro il Pumas UNAM.
Nel luglio 2019 passa in prestito al Tampico Madero in Ascenso MX ed un anno più tardi si trasferisce a titolo definitivo al Santos Laguna.

## Statistiche
Statistiche aggiornate al 15 febbraio 2021.

### Presenze e reti nei club
| Stagione        | Squadra         | Campionato      | Campionato | Campionato | Coppe nazionali | Coppe nazionali | Coppe nazionali | Coppe continentali | Coppe continentali | Coppe continentali | Altre coppe | Altre coppe | Altre coppe | Totale | Totale | Totale |
| Stagione        | Squadra         | Comp            | Pres       | Reti       | Comp            | Pres            | Reti            | Comp               | Pres               | Reti               | Comp        | Pres        | Reti        | Pres   | Reti   |        |
| --------------- | --------------- | --------------- | ---------- | ---------- | --------------- | --------------- | --------------- | ------------------ | ------------------ | ------------------ | ----------- | ----------- | ----------- | ------ | ------ | ------ |
| 2018-2019       | Veracruz        | LMX             | 15         | 0          | CM              | 1               | 1               |                    | -                  | -                  |             | -           | -           | 16     | 1      |        |
| 2019-2020       | Tampico Madero  | AMX             | 19         | 6          | CM              | 0               | 0               |                    | -                  | -                  |             | -           | -           | 19     | 6      |        |
| 2020-2021       | Santos Laguna   | LMX             | 10         | 0          | -               | -               | -               |                    | -                  | -                  |             | -           | -           | 10     | 0      |        |
| Totale carriera | Totale carriera | Totale carriera | 44         | 6          |                 | 1               | 1               |                    | -                  | -                  |             | -           | -           | 45     | 7      |        |